# Duncan Alexander Learmont
Duncan Alexander Learmont, britanski general, * 1898, † 1976.